# シャルル・ジュリエ

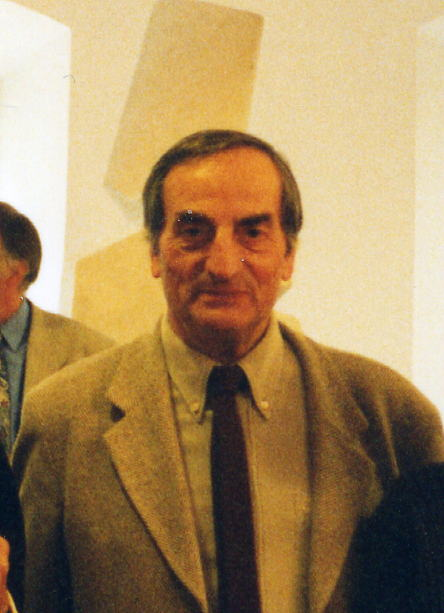
シャルル・ジュリエ

シャルル・ジュリエ（Charles Juliet、1934年9月30日 - 2024年7月26日）は、フランスの詩人、小説家。

## 来歴
1934年、アン県（ローヌ＝アルプ地域圏）のジュジュリウで生まれる。これまでの彼の作品はどれも自伝的なものであり、その長く、辛い内面の冒険を綴った作品には自分を明晰にしようとする努力の一方で他者への傾聴や世界に向けての柔軟な態度も覗かせている。その多数の作品の中でも代表的な著作は『日記』（4巻）、詩集『捜索』、『自分を探る目』、『待ち伏せ場所』、『この静寂の国』、『低音』、物語『めざめの時』、『不慮の出来事』、『ぼろ切れ』など。
2013年ゴンクール詩人賞、2017年アカデミー・フランセーズ文学大賞受賞。
2024年7月26日に死去。89歳没。

## 著作及び出典

### 日本語の訳書
- 『ベケットとヴァン・ヴェルデ』吉田加南子訳、鈴木理江子訳（みすず書房、1996）ISBN 978-4622042532
- 『めざめの時』菊地有子訳（大栄出版、1993）ISBN 978-4886825582